# 斯托希德河
斯托希德河（烏克蘭語：Стохід），是烏克蘭的河流，位於該國西北部，流經沃倫州，屬於普里皮亞季河的支流，發源自謝梅林西克，河道全長188公里，流域面積3,125平方公里。